# 小野寺拓海 (千葉県出身の俳優)
小野寺 拓海（おのでら たくみ、1979年5月7日 - ）は、千葉県出身の俳優 。
2002年にオフィスヨーコのオーディションに合格し、2002年7月13日にテレビ朝日で放送された「土曜ワイド劇場 法医学教室の事件ファイル16」でデビュー。
テレビ朝日系のテレビドラマに出演することが多い。

## 出演

### テレビドラマ
- テレビ朝日
  - 土曜ワイド劇場
    - 法医学教室の事件ファイル
      - 法医学教室の事件ファイル16「監察医VS鑑識官 女二人の熱い闘い! 2つの血液型を持つ体の完全犯罪!」（2002年7月13日）
      - 法医学教室の事件ファイル21「集団自殺サイトで狙われた女たち "水槽に浮かぶ死美人"を追った殉職刑事の執念」（2005年6月25日）- 亀井幸雄 役
      - 法医学教室の事件ファイル27「襲われた婚約者 死後硬直のズレと電流痕の謎 女医と警察犬に臭気判別“0回答”の罠」（2008年11月22日）- 石山宗雄 役

    - 第一級殺人弁護2「被害者の妻と加害者の妻が争うビデオの謎」（2003年6月28日）- 尾田尚道 役
    - 警視庁捜査一課長〜ヒラから成り上がった最強の刑事!1「主婦たちの4億円強奪トリック…血液型を自在に変える少女!!」（2012年7月14日）- 永田伸幸 役
    - 検事・朝日奈耀子16「殺意のファンレターが暴いた美人ラジオDJの裏の顔!!レントゲンに写らない骨折の謎を玉子焼きが解く」（2015年5月2日）- 平沢直樹 役

  - はぐれ刑事純情派16「白昼の通り魔!星占いの女」（2003年7月23日）
  - 木曜ミステリー その男、副署長 season1 最終話「誘拐犯が消えた…副署長、追放の危機!!」（2007年6月14日）- 藁谷努 役